# 신사동-과천 전투
신사동-과천 전투(新寺洞-果川 戰鬪)는 한국 전쟁 발발 초기 1950년 6월 28일에 한강 이북의 서울이 북한군에게 함락되자 한강 이남으로 철수한 국군이 한강을 대치선으로 두고 강북의 북한군과 대치하여 공방의 혈전을 벌인 혈전으로 7월 3일에 이 방어선이 무너지면서 7월 4일에 국군이 수원까지 내어놓게 된다.
이 전투 지역은 공세적인 입장에서 주도권을 행사하는 북한군 보병 4개 사단과 전차 1개 여단에 맞서 국군의 혼성 5개 사단(동해안의 제8사단과 중부전선의 제6사단을 제외한 전군)이 사활을 걸고 방어에 임하여 한국 전쟁의 대국적인 흐름에서 승패의 향배를 결정짓는 데에 가장 큰 영향을 미친 전투 중 하나라고 평가되기도 한다.

## 배경
6월 28일 아침 북한군의 서울 함락으로 걷잡을 수 없는 혼란 속에서 한강을 건넌 국군의 도하과정을 살펴보면, 대체로 의정부 정면에 투입된 병력이 광나루와 뚝섬 그리고 한남동과 서빙고의 각 도선장과 마포 및 하중리(서강) 나루터에서, 그리고 문산 정면에 투입된 병력이 행주와 이산포 나루터에서 각각 부선이나 작은 목선 등을 이용하여 강을 건넜는데, 광나루를 거친 병력은 곧장 수원으로 집결하고 뚝섬과 한남동 그리고 서빙고를 경유한 일부는 시흥과 수원으로 나뉘었으며 마포와 하중리 및 행주로 건넌 병력은 대부분 시흥으로 집결하였다.
이들 철수병력의 집결이 대강 끝난 것은 6월 28일 밤과 6월 29일 아침 사이었는데, 이 동안인 6월 28일 낮에세 수원농업시험장에 새로운 지휘소를 개설한 육군본부는 시흥에 김홍일 소장이 지휘하는 전투사령부를 설치하고, 그곳에서 병력이 수습되는 대로 부대의 건제와 병과의 여하를 따지지 않고 혼성부대를 편성하여 우선 노량진 부근에 투입함으로써 한강방어선을 방어케 하였다.
그리하여 임선하 대령이 이끄는 혼성 제2사단과 유재흥 준장이 이끄는 혼성 제7사단 그리고 이종찬 대령이 이끄는 혼성 수도사단이 각각 연대규모에도 못 미치는 병력으로써 말죽거리-양화교에 이르는 한강 남쪽 강변을 나누어 맡아 미봉(彌縫)케 되었다.
그러나 병사들은 거듭된 철수로 말미암아 피곤이 극에 달한 상태였고, 수습된 인원도 각 연대의 실병력이 대대규모에 지나지 않았으며, 그나마 중장비는 대부분 강북에 유기한 까닭으로 공용화기도 연대 당 박격포 2~3문과 기관총 5~6정이 고작이었다.
더욱이 통신망이 확보되지 않아 횡적인 협조체제는 말할 나위도 없었거니와 종적인 지휘계통이 원활치 못하여 각급지휘관은 발을 구르며 전령의 발걸음만을 재촉하는 실정이었는데, 거기에다 모두가 혼성 편성된 부대인지라 지휘관이 그 부하를 알아보지 못하니 부하 또한 그 지휘관을 따르려 하지 않고, 저마다 본부를 찾아 흩어지기가 일쑤였다.
이런 가운데에서도 차츰 전열을 가다듬어간 국군은 이제 공포의 대상이 되는 북한군의 전차가 쉽사리 그들을 따라 건너지 못하리라는 안도감 속에서, 미군의 부원에 한 가닥 기대를 걸고, 한강이란 자연스런 방어막을 최대한 활용하여 한강 선에서 지구견수(持久堅守)를 다짐하게 된 것이다.

## 전투 과정

### 6월 28일
전날 6월 27일 기갑연대장 유흥수 대령의 철수조치에 따라, 동 연대의 장철부 소령이 이끄는 제2기병수색대대가 동일 14:00를 전후하여 한남동에서 한강을 건넜음은 전절에서 말한 바와 같거니와 대대가 전용 나룻배로 도하하는 도중에 북한군 YAK기의 공습을 받게 되었는데, 이때 미 공군의 F-80 전투기가 뒤이어 나타나 북한군과 공중전을 벌이게 되었다.
그 결과 YAK기가 말죽거리 부근의 논바닥에 격추되었으며, 이를 동 대대의 제5중대 3소대장인 김형식 소위 등이 북한군 기의 추락지점으로 몰아갔는데 조종사는 즉사하고, 통신사만이 중상을 입고 기적적으로 목숨을 부지하고 있었는데 그를 신문하니 그 자는 한강의 교량을 차단하는 임무를 띠고 함경남도의 연포비행장에서 출격한 것이라고 하였다는 것이다.
이에 그를 응급치료차 현지 경찰에 인계하고 기관총과 권총 각 1정 및 낙하산 1착을 노획하여 대방동으로 집결한 다음, 밤을 새는 중에 한강대교의 폭파소리를 듣게 되었던 것이다.
그리하여 이날 오후에 시흥사령관 김홍일 소장으로부터 『말죽거리 부근에 수용진지를 점령하여 철수병력을 수습하라.』라는 명령을 받아, 시흥-안양-과천을 거쳐 말죽거리 부근으로 전진하여 한남동 나루터를 마주보는 신사리 일대에 진지를 급편 함으로써 병력을 수용케 되었다.
이와 같이 김홍일 소장이 동 대대를 이곳으로 뽑아 돌린 것은 동 대대가 과천-말죽거리 일대에 승마훈련장을 두고 있던 터이므로 어느 부대보다도 동 지역에 대한 지형에 익숙할 것으로 판단한 까닭으로 보인다.
한편, 시흥사령관으로부터 혼성 제2사단으로 임명된 보병학교 부교장 임선하 대령은 오후에 사단지휘소를 과천에 개설하고, 즉시 담당정면에서 병력을 수습하여 사단의 재편성에 착수하였다.
그러나 당초 사단의 건제부대인 제5, 16, 25연대의 3개 연대 중에서 최창언 대령이 이끄는 제5연대는 오후에 광나루에서 강을 건너고, 문용채 대령이 이끄는 제16연대는 새벽 한강대교가 폭파되기 직전에 동교를 지났으며, 또 김병휘 중령이 이끄는 제25연대는 이날 현재로 연대장의 생사를 알지 못하는 가운데 병력이 분산되어 강을 건넜는데, 이들은 모두 수원으로 집결 중에 있었다.
따라서 사단은 우선 강안에서 수습된 혼성병력으로써 이 전선의 미봉(彌縫)책을 강구할 수밖에 없었다. 그런데 이때, 대교가 폭파되기 전인 새벽에 동 교량을 건넌 바 있는 제3연대장 이상근 중령이 동 연대의 병사가 서빙고에 있었으므로 철수장병들이 필시 그곳의 도하장을 이용할 가능성이 많다고 내다 본 결과 과천에서 연대를 수습게 되었는데, 예상한대로 연대의 일부가 부연대장 최수창 중령과 제3대대장 김붕상 소령 등과 함께 서빙고에서 강을 건너 그곳에 집결하였으며 다른 일부는 또 수원으로 집결중임이 밝혀졌다.
이에 사단장은 동 연대가 본시 수도경비사령부의 소속이다 이를 사단의 기간으로 삼기로 하고, 동 연대로 하여금 과천 북쪽의 우면산(290고지, 과천 동북쪽 4km)-관악산사이의 요충지인 남태령을 지키도록 하였다.
따라서 동 연대장은 그곳에 집결된 일부로써 남태령 일대에 배치하여 동작동-과천간의 도로를 방어하도록 하는 한편, 저녁에 수원에 집결한 임백진 소령이 이끄는 제1대대를 과천으로 불러 올렸는데, 동 대대는 6월 26일 밤에 금오리(의정부 동북쪽 2km)부근에서 연대가 철수할 때에 연대주력과 이탈하여, 멀리 동쪽으로 빠져 양수리에서 한강을 건너는 우여곡절 끝에 이틀만인 이날 17:00에 수원에 집결하였던 것이다.
그리하여 동 연대는 과천 부근에서 1개 대대규모가 수습되어 기병대대가 제1선의 신사리에서 매곡리(동작동 동쪽 2km)에 이르는 강 남안을 누비면서 적의 도하접종을 막는 동안 남태령 일대에서 밤을 새워 총검을 새로이 갈았다.

### 6월 29일
이날 대체로 방어편성을 끝냄으로써 한강 북안의 북한군과 대치태세를 이루게 되었다. 전날 밤 별다른 도발이 없는 가운데 날이 밝자, 제2사단장 임선하 대령은 곧 북한군의 도하공격이 있을 것으로 내다보고, 병력증강을 모색한 결과 14:00에 시흥사령부에서 급편한 유해준 중령이 이끄는 보병학교 연대의 증원을 받게 되었다.
이 연대는 6월 25일에 문산으로 출동한 교도연대와 6월 26일에 김포로 급파된 후보생대대 중 전날과 이날 아침에 동교에 철수, 집결한 일부를 재수습하여 동교 교관인 임원석, 백운용, 권정식, 황석규 대위 등을 중대장으로, 하갑청 중령을 대대장으로 하는 1개 대대로 재편한 것으로서 연대라고 호칭되었으나 실병력은 대대규모에도 미치지 못하는 것이었다.
한편 이 무렵, 전날 수원에 집결한 제16연대는 유의준 중령과 윤태호 소령을 대대장으로 하는 2개 대대로 재편하였는데, 이날 사단장의 요청에 따라 육군본부는 이 연대를 사단의 지휘 하에 들도록 조치하였다. 그리하여 동 연대는 수원의 집결지에서 과천으로 달리게 되어, 이 역시 14:00 전후에 사단지휘소에 당도하게 되었다.
이와 같이 사단의 골격이 대강 갖추어지자, 사단장은 전반적인 진지재편을 단행하여 남태령 부근의 제 3연대를 말죽거리 정면으로 돌려 우일선으로 삼고, 제16연대를 우면산-남태령으로 추진하여 좌일선으로 삼았으며 보교연대를 과천에 예비로 배치하였다.
그리하여 제 3연대는 부연대장 최수창 중령이 연대를 지휘하는 가운데 말죽거리 정면으로 이동하여 역삼리(말죽거리 북쪽 2.5km) 부근이 87고지 일대의 고지대에 진지를 점령함으로써 그 북쪽의 신사리 부근에 위치한 기병대대와 함께 한남동 나루터로부터 말죽거리-판교를 거쳐 도산으로 이어지는 도로를 막게 되었다.
그리고 제16연대는 우면산-남태령에 주진지를 펴고, 그 북쪽 매곡리부근의 86고지-101고지 일대에 경계진지를 마련하여 동작동에서 과천과 군포를 거쳐 경부국도와 연결되는 도로를 사수하게 되었다.
이렇듯 사단이 방어진용을 새로이 가다듬는 동안, 신사리 부근에 수색거점을 두고 있던 장철부 소령이 이끄는 기병대대는 6월 26일에 김포로 출동한 김촌성 중위가 이끄는 임시 제7중대의 2개 소대가 전날 밤에 안양을 거쳐 과천에 집결함으로써 이날 오후에 본대와 합세케 되어 다소의 전력증강을 보게 되었다.
이에 대대는 종일토록 강안을 부단히 기마로 적정을 수집하였는데 해가 질 무렵에 박익균 중위가 이끄는 제3중대의 제 3소대가 청담리(신사리 동쪽 2km)부근에서, 뚝섬쪽으로부터 거룻배로 도하한 1개 소대규모를 포착한 바 북한군과 접안하여 하선하는 틈을 노려 소대장 조돈철 소위를 선두로 기마돌격을 감행함으로써 모조리 강물 속에 쓸어 넣기도 하였다.
이와 같이 한강 남안에 대한 북한군의 도하기도가 점차 노골화되는 가운데, 강 건너 한남동에 있는 대대의 병사가 적수에 들어가 그들의 조도기지로 이용되고 있음이 밝혀졌는데, 이에 분노를 참지 못한 대대 장병들은 야음을 타서 60mm 박격포 6문을 사거리가 미칠 수 있는 강변사장으로 추진하여 22:00에 북한군이 점거한 대대본부 진지를 목표로 포탄 60여 발을 집중한 바, 한동안 화광이 하늘을 대낮같이 밝히더니 이윽고 흑연이 어둠을 더욱 짙게 뒤덮는 것이었다.

### 6월 30일
아침부터 말죽거리 정면으로 북한군이 도하공격이 본격화되었고 08:00부터 한남동-이촌동 부근의 리영호 소장이 이끄는 북한군 제3사단이 그 예하의 김병종 중좌가 이끄는 제8연대를 내세워 도하공격을 시작하였다.
이 북한군은 일부로써 동작동-흑석동의 능선으로 도하하여 그 정면의 아 윤춘근 중령이 이끄는 제9연대의 주의력을 견제케 하는 한편, 다른 일부로써 서빙고에서 그 대안으로 건너 매곡리 부근의 제16연대 경계진지에 압력을 가하면서 주력으로써 한남동에서 신사리를 직충한 다음 말죽거리 도로의 돌파를 시도하는 듯하였다.
그들은 남산 기슭에 방열된 포병으로써 신사리 부근의 기병대대의 진지를 강타하여 화력집중의 위력을 보임으로써 동 대대를 억류하는 가운데 10:00에 20~30명 단위로 분승한 나룻배로써 도하한 다음 공격력을 그 정면의 동 대대진지로 지향하였다.
이때에 그들은 또 본 도하에 앞서, 이날 이른 새벽에 이미 선견대로써 강을 미리 건너게 한 듯, 반포리(신사리 서남쪽 1.5km) 부근의 야산에 엄호거점을 확보한 그들 일부가 이 공격에 호응하여 동 대대의 서측배를 위협하였다.
이리하여 동 대대가 제1선에서 적과 먼저 격돌케 되었는데, 당시의 제6중대장인 박익균 중위는 뒷날, 이때를 다음과 같이 회고하고 있다.
| “ | 전투가 벌어지자, 적이 언제 숨어들었는지 기관총으로 우리의 좌측방을 위협하는 가운데, 배들이 강을 건너 남안으로 올라붙었는데, 적의 치열한 포들에 말이 먼저 놀라 (이때까지 병사의 승마 훈련만 끝났을 뿐, 말 자체는 전투소음에 대한 음향훈련이 되어있지 않아, 포성과 포탄의 파편에 동요되었던 것으로)고삐를 풀고 달아나고 말았다. 말을 붙잡으랴, 적을 막아내랴, 우왕좌왕하는 사이에 도무지 싸움이 되지 않았다. 전투가 그 모양으로 얼켜들자 김포지구에 출동하였다가 돌아 온 최영화 소위는 분기가 치솟아 홀로 적중으로 돌격을 감행하여 장렬히 전사하는 길을 택하기도 하였다. 그때에 달아난 말들이 귀소본능에 따라 한강을 헤엄쳐서 한남동으로 가는 데에는 정말 눈물을 흘리지 않을 수 없었는데 그 말이 적진으로 향하였으나 차마 총으로 쏘아 죽이지는 못하였다. 나중에 들으니 내 말이 당시 한남동의 연대본부 근처에 있던 내 집으로 찾아가, 미처 피난하지 못한 집사람들을 매우 놀라게 하였다는 것이다. | ” |

이렇게 하여 혈전 끝에 기병대대가 적의 예기에 밀려나게 되었는데, 이 일전에서 마필의 손실이 적지 않았으므로 정오에 군포장으로 집결하여 인마를 재수습하게 되었다.
한편 역삼리 부근의 최수창 중령이 이끄는 제3연대는 이렇듯 기병대대의 진지가 유린되자 공격을 감행하여 적의 기세를 꺾어 놓기로 하였다. 이에 임백진 소령이 이끄는 제 1대대를 선두로 진지에서 약출하여 신사리 쪽으로 검광을 휘둘러 나아간 결과, 그곳에 먼저 닿아 본대의 추급을 재촉하던 1개 중대규모의 적 선견대를 단숨에 격멸하고, 뒤따르던 그들 병력 일부를 강변의 사장으로 구축하는 한편 부선으로 강을 건너 추진 중이던 76mm포 5문과 장갑차 등 지원부대의 장비들을 파괴하는 전과를 거두었다.
그러나 이도 화력의 열세를 만회하지 못한 까닭으로, 이와 같은 역전분투의 보람도 없이 적에게 다시 밀리는바 되었다. 이에 사단장 임선하 대령은 16:00에 수원으로부터 증원된 최창언 중령이 이끄는 제5연대로 하여금 말죽거리 동쪽의 95고지 부근에, 그 서쪽의 우면산진지와 연하는 새로운 진지를 만들고 제3연대를 과천으로 뽑아 돌렸다.
그런데 이 제 5연대는 6월 28일 낮에 광나루에서 강을 건너 종일토록 천호리 부근에서 후속하는 철수병력을 수용하다가 전날 6월 29일 낮에 수원에 집결한 부대로서 육본의 조치에 따라 영등포전선에 증원될 예정이었으나 수원에서 대기상태로 밤을 지났던 것이다.
이리하여 사단은 이제 제5, 16 양 연대로써 95고지-우면산-남태령선에서 진용을 다시 가다듬게 되었는데, 이 무렵 매곡리 부근의 제 16연대 경계 병력도 한걸음 물러나 우면산의 본진에 수용케 되었다.

### 7월 1일
이날 육군본부에서는 그간 군을 지휘하는 총참모장 채병덕 소장이 그 직에서 물러나고, 도미 중에 귀국하여 전날 수원에 도착한 전 참모부장 정일권 소장이 새로이 총참모장에 취임하여, 이 한강선의 방어작전을 지도하게 되었으나 전황은 좀처럼 호전의 기미를 보이지 않았다.
전날 제3연대가 종일 혈전 끝에 제5연대와 교대하고, 과천쪽으로 물러나게 되었으며 제16연대 역시 우면산을 중심으로 새로운 방어선 급편에 들어간 바, 이날 새벽에 사단 공병대대의 S-3인 양수철 중위가 이끄는 제16연대 수색중대 75명이 말죽거리로 추진되어 제5, 16 양 연대의 제한점인 말죽거리 도로를 경계하게 되었다.
그런데 동 수색대가 효암 속에서, 북한군의 보급추진임무를 맡은 듯한 차량 5대가 말죽거리-시흥리 도로를 따라 남하하는 것을 포착하여, 이를 급습한 결과 군관 4명을 포로로 잡는 한편 동 차량들을 노획 하였는데, 그 차량은 한남동에서 나룻배로 건넌 것으로써, 아군이 강의 북쪽에 유기한 것이었으며, 거기에 실려 있는 것도 국군의 건빵 등 비상식량이었다.
이들 차량은 이미 국군의 방어선을 돌파한, 그들 선견대의 보급추진을 위하여 뒤따르던 중이라고 하였는데, 이로 미루어 보면 전날 밤중으로 북한군의 일부가 이미 제5연대의 방어배치를 뚫고 잠입하여 말죽거리를 지나 판교 쪽으로 빠진 것으로 추단되었다.
따라서 이들의 일부가 방어선을 뚫고 후방으로 들어간 상태에서, 강안진지를 계속 지키게 된 사단으로서는 후고의 염려가 없지도 않았으나, 북한군 주력의 도하를 막기 위하여 낮 동안은 95고지-우면산 진지를 계속 지탱하였다.
한편, 이날 새로이 군의 지휘를 맡아 당면한 한강선 방어에 대한 방안을 짜게 된 총참모장 정일권 소장은 수원 동북쪽 접근로에의 북한군의 침습 상황을 예의 검토한 결과, 이 위협의 제거는 말죽거리 정면의 북한군 도하 저지 여부에 달려있다고 판단하고, 사관학교 부교장인 이한림 대령을 제2사단장으로 기용하는 한편, 동 사단장 임선하 대령은 한미양군 사이의 유기적인 연락도모를 위하여 한미연락장교전장에 전보 조치하였다.
이에 이한림 대령은 오후에 부관인 전승철 소위만을 대동하고 지프차로 금곡리에서 과천으로 떠났는데, 도중에 미 공군기의 기총사격을 받아 부관 전승철 소위가 전사하는 역경을 만나기도 하였다.
그는 18:00에 사단지휘소에 도착해 임선하 대령으로부터 지휘권을 인수하는 즉시로, 필시 적이 야간도하를 시도할 것으로 내다보고, 일선진지를 순회하면서 전선고수를 독려하였다.

### 7월 2일
이날 노량진-영등포 부근의 한강선을 견수하고 있는 것과는 달리 말죽거리 정면에서는 전황이 악화일로로 치달았다.
전날 저녁에 신임 이한림 사단장이 예측한 바와 같이 밤이 깊어지자 야음을 틈탄 적의 일부가 다시 신사리 부근에서 도하하여 말죽거리 부근의 제5연대진지를 돌파코자 하였다.
이리하여 95고지를 중심으로 진지를 마련한 동 연대가 이들 북한군과 격돌케 되었는데, 그 공세가 자못 거세어 동 연대진지를 에워싸고 달려든 까닭으로 연대장 최창언 중령 이하 제2대대장 차갑준 소령 등이 수류탄의 폭염으로 야공을 밝히면서 북한군과 근접전투를 벌이게 되었다.
그러나 이날 새벽에 들어서자 북한군의 발악이 도를 더하게 되어, 연대장이 다리에 부상을 입고 쓰러지게 됨으로써, 끝내 진지를 지탱치 못하여 그곳에서 물러나고 말았다.
이에 연대는 과천으로 한걸음 물러서서 병력을 수습게 되었으며 연대장은 수원-대전으로 후송되었는데, 따라서 말죽거리-시흥리 간의 도로는 적에 개방되기에 이르렀다.
한편, 사단장 이한림 대령은 전날 밤 말죽거리 정면에서 제 5연대가 적의 공격을 받게 되자, 그간 예비로 있던 유해준 중령이 이끄는 보교연대를 옥안봉(373고지 말죽거리 남쪽 5km) 북록의 194고지(말죽거리 남쪽 3.5km)로 추진하여, 북한군의 침로로 예상되는 말죽거리-시흥리 도로를 사수토록 조치하였다.
이에 동 연대가 말죽거리 상공에 치솟는 교전의 불꽃을 바라보면서 과천-말죽거리 도로를 따라 동쪽으로 달려가, 이날 새벽에 목표인 193고지의 동쪽에 이르러, 마침 시흥리 쪽으로 동남향 중인 일단의 차량종대를 포착하게 되었다.
그 종대는 앞뒤로 장갑차의 엄호를 받는 트럭 30여대로 편성된 보급품 수송대였는데, 이로써 보아 전날 밤에 제5연대의 진지를 돌파한 북한군 보병의 일부가 시흥리 쪽으로 지나쳤음을 알 수 있었다.
연대는 60mm 박격포로써 선두와 후미의 장갑차를 겨냥하여 단발에 격파함으로써 종대의 전후를 화력 차단한 다음, 일제히 내달아 공격하니, 북한군은 차량을 모두 내버린 채 길 건너의 평촌 마을로 잠입하는 것이었다.
이에 마을을 포위하고 수색전을 벌인 결과 20여명을 사살함으로써 일망타진하는 전과를 올리게 되었고 연대는 곧 차량을 모두 파괴하고, 193고지로 반전하여 진지를 급편 하였다. 낮 동안 피아를 분별치 못하는 미 공군기의 위협을 받아, 그곳에서 종일 적을 기다리기만 하였으나, 해가 뜬 뒤로는 더 이상 적의 움직임을 볼 수 없었다.
이와 같이 하여, 북한군의 일부가 금곡리 쪽으로 증원되었음이 분명하여지자, 사단장은 보교연대로 하여금 193고지 부근에서 시흥리로 향하는 도로의 길목을 계속 지키게 하는 가운데, 제16연대로써 우면산진지를 고수토록 하여 우선 과천 정면으로의 적침을 막아내게 하면서, 6월 29일에 말죽거리 부근에서 철수한 제3연대를 과천 동남쪽의 348고지 서북쪽에 배치하였다.
이는 말죽거리-금곡리 축선상의 북한군에 대하여서는 그 당면의 이준식 준장이 이끄는 제3사단에 일임하는 수 밖에 없다고 판단하고, 사단은 과천-군포 도로를 확보하여 상금 한강선에서 역전중인 시흥사령부의 주력에 대한 측방엄호에 전력키로 방침을 바꾼 것으로 풀이된다.
그리하여 사단은 오후에 과천의 지휘소를 군포로 옮기고, 그곳에서 제5연대의 부대수습에 임하였다.

## 결과 및 영향
7월 4일에 수원마저 포기하게 됨으로써 마지막 보루가 무너지게 되면서 결국 국군은 낙동강을 목표로 물러서게 되었다.
그러므로 국군의 입장에서 보면, 이 전투는 적보다도 차라리 시간과 싸웠다고 할 수 있을 것이니, 이는 당시 군이 북한군을 격멸하고 실지를 회복하는 데에 그 목적을 둔 것이 아니라 다만 증원군의 도착을 기다리는 시간을 얻기 위하여 싸웠다고 보는 까닭에서이다. 따라서 이 한강 선에서의 일주일이야말로 기사회생의 계기를 잡게 한 실마리가 된다고 할 것이다.
또한 북한군으로서는 이 한강선의 돌파에 의외의 시일이 지연됨으로 말미암아 당초 그들이 기도한 '수원북방에서 아군 병력을 타격'하고자 했던 의도도 이루어지지 않았으며 또 그렇다고 미군이 참전하기 전에 방어선을 조기돌파한다는 것도 그대로 이루어지지 않았으니 이 같은 작전계획의 차질은 나중에 그들 스스로가 적화통일을 달성치 못한 가장 큰 원인의 하나로 분석하였을 정도인 것이다.

## 참고 자료
- 용산 전쟁기념관